# レオニード・クロイツァー
レオニード・クロイツァー（Leonid Kreutzer, ロシア語: Леонид Давидович Крейцер, Leonid Davidovič Krejcer, 1884年（1883年説もある）3月13日、サンクトペテルブルク - 1953年10月30日、東京都）は、ドイツと日本で活躍したロシア生まれのピアニスト、指揮者。ロシア語読みではレオニート・ダヴィードヴィチ・クレーイツェル。ユダヤ系ドイツ人を両親に持つ。妻は門下生だったクロイツァー豊子（旧姓・織本）。養女のクロイツァー涼子はソプラノ歌手。

## 来歴
サンクトペテルブルク音楽院でアンナ・エシポワにピアノを、アレクサンドル・グラズノフに作曲を学ぶ。
1906年、ライプツィヒに移住。ここでアルトゥル・ニキシュに師事し、指揮を学んだ。
1908年、ベルリンに移住、このころからピアニスト・指揮者として活動する。1911年にはモスクワで、セルゲイ・ラフマニノフ自作自演のピアノ協奏曲第2番の指揮をしたこともあった。
1915年、シリンダー蓄音機にショパンのマズルカなどが録音される。これがクロイツァーの初レコーディングとみなされている。
1921年から1933年までベルリン音楽大学の教授を務める。
1931年に初めて来日する。2年後に再来日し、近衛秀麿の求めに応じて帰独せず1937年から死去まで東京音楽学校（現：東京芸術大学）教授をつとめた。また、茅ヶ崎市に定住してピアニスト、指揮者として活動した。
1942年、ナチス・ドイツの欠席裁判によって国籍を剥奪され、無国籍となる。
1944年から終戦にかけて、軽井沢に疎開し移住。この時期の軽井沢にはレオ・シロタ、ヨーゼフ・ローゼンシュトック、マンフレート・グルリット、アレクサンドル・モギレフスキーなどの音楽家も疎開していた。
1951年5月、滞日20年記念演奏会を開くが、この頃より体調を崩しがちになる。1952年2月4日、門下生で東京芸術大学ピアノ科講師の織本豊子と結婚、五反田に居を移す。
1953年10月28日、青山学院講堂でのリサイタル中に心筋梗塞を起こし、2日後の30日午後6時30分、狭心症により死去。
ショパン全ピアノ作品の校訂版（音楽之友社）、『装飾音』（1948年、大化書房）、『或る音楽家の美学的告白』（1950年、大化書房）などを著すとともに、ピアノ曲などの作品も残している。
墓所は八柱霊園。

## ゆかりのある日本人（門下生外）
指揮者の小澤征爾は、日比谷公会堂で、クロイツァーがピアノを弾きながら「皇帝」を指揮したのを見て、指揮者になる決心をした。
1949年に東京芸術大学の声楽科に入学した大賀典雄は、クロイツァーの授業（ピアノ科以外の学生にも門戸が開かれていた）をたびたび見学しており、当時クロイツァー門下生だった松原緑と後に結婚することになる。
元YMO・細野晴臣の母方の祖父である中谷孝男（国立音楽大学音響工学科の講師で、ピアノ調律師）は、クロイツァーのマネージャーも務めていた。
加山雄三は1951年頃、家が近所だったため指導を望んだが、クロイツァーは別のピアノ教師（女性）を紹介した。これをきっかけに加山はその教師の下で本格的にピアノを習い始め、のちに「弾厚作」としてピアノ協奏曲を作曲するまでになった。

## 門下生
- 井内澄子
- 井口秋子
- 笈田光吉
- 大堀敦子
- 高折宮次
- 高田三郎
- 伊達純
- 田中希代子
- 遠見豊子
- 長岡純子
- 中野蛍子
- 中山靖子
- 松原緑
- 室井摩耶子
- 矢代秋雄
- フジ子・ヘミング
- フランツ・オズボーン
- カール・ウルリッヒ・シュナーベル
- ウワディスワフ・シュピルマン

## 著書（邦訳）
- 『ピアノ演奏法講義』（笈田光吉編纂）芸術社出版部、1931（新編：音楽世界社 1934年、改訂増補：芸術社出版部 1936年）
- 『裝飾音 : モオツアルトよりシューマンに至るピアノ音樂の裝飾音』（中瀬古和訳）大化書房、1948（改題再版『ピアノ装飾音の技法 : モーツァルトからシューマンまで』：音楽之友社 1990年）
- 『或る音楽家の美學的告白』（中瀬古和訳）大化書房、1950（増補版：近藤吉秋補訳、音楽之友社 1989年）
- 『芸術としてのピアノ演奏 : ピアノ奏法の新しい美学』（クロイツァー豊子、村上紀子共訳）音楽之友社、1969